# Ragnvald I.

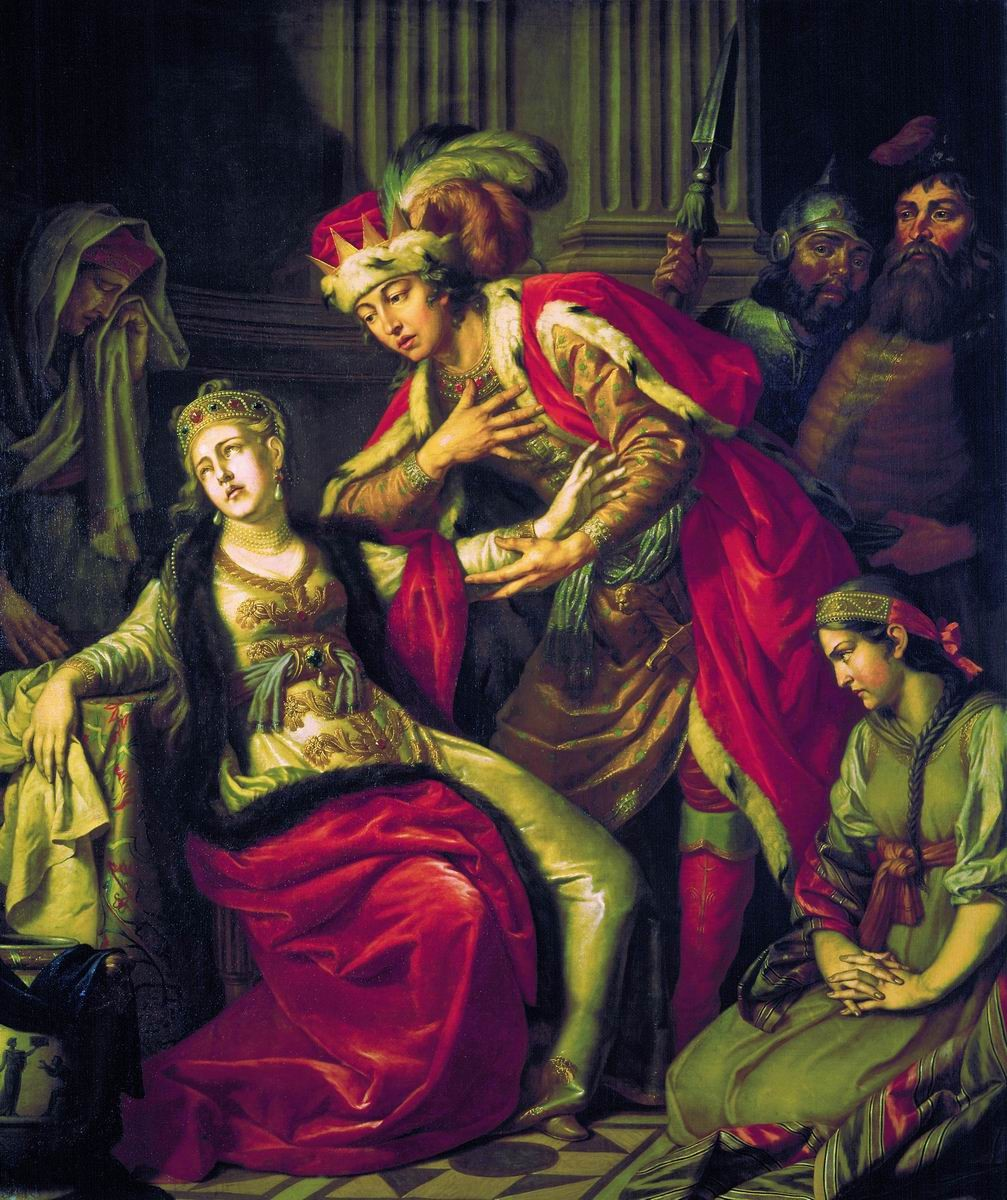
Vladimir a Rogneda, dcera Ragnvalda (Anton Losenko, 1770)

Ragnvald I., také Rogvolod či Rogovolod (bělorusky Рагвалод; 920?–978), byl první kníže Polockého knížectví a první historicky doložená osobnost běloruských dějin. Vládl v letech 945–978.
Na území polockého knížectví se usadil v první polovině 10. století poté, co sem přišel z oblasti Skandinávie. Ve svém knížectví vedl nezávislou politiku a často napadal knížata Kyjevské Rusi a Novgorodu. Spolu se svými dvěma syny byl po obsazení Polockého knížectví zavražděn Vladimírem I. Jeho jedinou dceru Rognědu kyjevský panovník znásilnil a pak si ji vzal za ženu.
Jeho původ je dodnes mezi Bělorusy často diskutovanou otázkou. Existují však dvě verze jeho původu. Část historiků tvrdí, že byl viking. Své tvrzení zakládali na pravosti kroniky, kde se zmiňuje, že Rogvolod přišel zpoza moře a na tom, že právě jeho jméno (Ragnvald) a jméno jeho dcery Rognedy (Ragneiethr) bylo v té době velmi oblíbeným mezi obyvateli severní Evropy. Přívrženci druhé teorie tvrdili, že sice přišel zpoza moře (je tedy Seveřan), ale jeho jméno je zkomoleninou slovanského slova. Gedeonau Štěpán Alexandrovič s odvoláním na čtvrtý díl Českého historického časopisu tvrdí, že jméno Ragnvald je paralelou českého slova Rohowlad. Tyto dva argumenty však nejsou jediné. Podle některých byl Ragnvald I. členem místní šlechty v Polockém knížectví. Pokud však spolu se svou dcerou byli Seveřané, těžko si mohli osvojit národní zvyky Slovanů. Podle litevských historiků je původ jeho jména Rag(a)nvald-ys, což v litevštině znamená ten, který vládne a manipuluje čarodějnice může souviset s jeho nezávilou politikou a častými vojenskými výpady polockého knížete v Kyjevské Rusi a Novgorodě. Toto zjištění se ale nezakládá na důvěryhodné informaci. Právě fakt, že Vladimír I. ponechal naživu Ragnvaldovu dceru ho opravňoval na zisk z Polockého knížectví. Pokud by byl Ragnvald I. ve svých nájezdech na Kyjevskou Rus důslednější a kyjevského knížete by zabil dřív, mohl si totéž právo uplatnit i na Staroruském státě. Proto teorie, že Ragnvald I. a jeho dcera Rogneda, kterou kyjevský kníže Vladimír I. znásilnil pro svůj zájem a získat Polocké knížectví, byli Seveřané, kteří přišli zpoza moře, je ze všech teorií o původu tohoto panovníka v Bělorusku nejrozšířenější.